# Guillaume Moullec
Guillaume Moullec (Brest, 7 maart 1980) is een voormalig Franse voetballer die bij voorkeur als verdediger speelde.

## Carrière
- 1997-2001: Montpellier (jeugd)
- 2001-2005: Montpellier
- 2005-2007: Lorient
- 2007-2010 : FC Nantes
- 2010-2012 : Clermont Foot